# Nguyễn Thanh Long
Nguyễn Thanh Long, né le 3 septembre 1966, est un homme politique vietnamien. Il est le ministre de la Santé de 2020 à 2022,,,.